# Lemniscomys
Lemniscomys es un género de roedores miomorfos de la familia Muridae. Es un género de distribución exclusivamente africana.

## Especies
- Lemniscomys barbarus, (Linnaeus, 1766)
- Lemniscomys bellieri, Van der Straeten, 1975
- Lemniscomys griselda, (Thomas, 1904)
- Lemniscomys hoogstraali, Dieterlen, 1991
- Lemniscomys linulus, (Thomas, 1910)
- Lemniscomys macculus, (Thomas & Wroughton, 1910)
- Lemniscomys mittendorfi, Eisentraut, 1968
- Lemniscomys rosalia, (Thomas, 1904)
- Lemniscomys roseveari, Van der Straeten, 1980
- Lemniscomys striatus, (Linnaeus, 1758)
- Lemniscomys zebra, (Heuglin, 1864)